# Kimscha
Die Kimscha (russisch Кимжа) ist ein linker Nebenfluss der Mesen in der Oblast Archangelsk in Nordwestrussland.
Sie entsteht am Zusammenfluss der beiden Quellflüsse Wiska und Werwei.
Die Kimscha fließt in nördlicher Richtung und weist dabei viele Mäander auf.
Sie verläuft dabei westlich der Mesen und östlich des Kuloi-Nebenflusses Nemnjuga. Wenige Kilometer oberhalb der Mündung in die Mesen liegt das gleichnamige Dorf Kimscha. Ansonsten ist das Gebiet unbesiedelt. Die Mündung der Kimscha liegt gegenüber der der Pjosa.  
Der 158 km lange Fluss entwässert ein Areal von 1490 km² Fläche. Er wird hauptsächlich von der Schneeschmelze gespeist. Wichtigster Nebenfluss ist die Tjafsora von rechts.